# Vassili Schöne
Vassili Ivanovitch Schöne (Василий Иванович Шене), né en 1867 et mort après 1934, est un architecte russe d'ascendance allemande actif à Saint-Pétersbourg dès la fin du XIXe siècle. Ancien élève de l'Académie des beaux-arts de Saint-Pétersbourg, il en sort diplômé en 1892 avec deux médailles d'argent. Le 5 novembre 1894, il reçoit le titre d'artiste de 2e classe. C'est l'un des premiers maîtres de l'art nouveau (dit « moderne » en Russie) dans la capitale du nord.

## Œuvres
- Immeuble de rapport, canal Griboïedov, 65. 1894, en collaboration avec Vladimir Tchaguine;
- Immeuble de rapport, perspective Rimski-Korsakov, 20. 1896, réaménagement;
- Hôtel particulier Kelch, rue Tchaïkovski, 28. 1896-1897, reconstruction, terminé en 1903 par K. Schmidt;
- Datcha Hauswald, 2e allée des Bouleaux, 32/allée Bokovaïa, 14. 1898, en collaboration avec Vladimir Tchaguine;
- Hôtel particulier de S.I. Knirsch, quai Karpovka, 22. Réaménagement et agrandissement, 1899, en collaboration avec Vladimir Tchaguine;
- Hôtel particulier de Vassili Schöne, Skvoznoï proïezd, 3. 1903-1904;
- Hôtel particulier Belsen, 2e allée des Bouleaux, 2. 1903-1904. (détruit);
- Datcha de P.I. Hose, grande allée, 12. 1904-1905. En partie conservé;
- Immeuble de rapport de N.V. Spiridonov. rue Fourchtatskaïa, 60. 1904-1905;
- Palais de G.A. Gau, allée occidentale, 11-13. 1904-1907. (détruit);
- Immeuble de rapport, rue Tonev, 17. 1905. (détruit)
- Immeuble de rapport, perspective Maly du côté de Pétrograd, 71/rue Podrezov, 71/rue Barmaleïev, 18. 1907;
- Immeuble de rapport, grande perspective Sampsonievsky, 84, 1908;
- Villa, rue Radovaïa, 24-26/perspective Proletarsky, 55. 1910;
- Immeuble de rapport, rue Dostoïevski, 6, 1912-1913;
- Immeuble de rapport, rue Khersonskaïa, 19, 1913;
- Immeuble de rapport, grande rue Raznotchinnaïa, 16, 1913. (détruit);
- Immeuble de rapport de N.V. Tchaïkovski, perspective Nevski, 67, 1915-1916, en collaboration avec Alexandre Maximov[2].